# Palacio de Skokloster

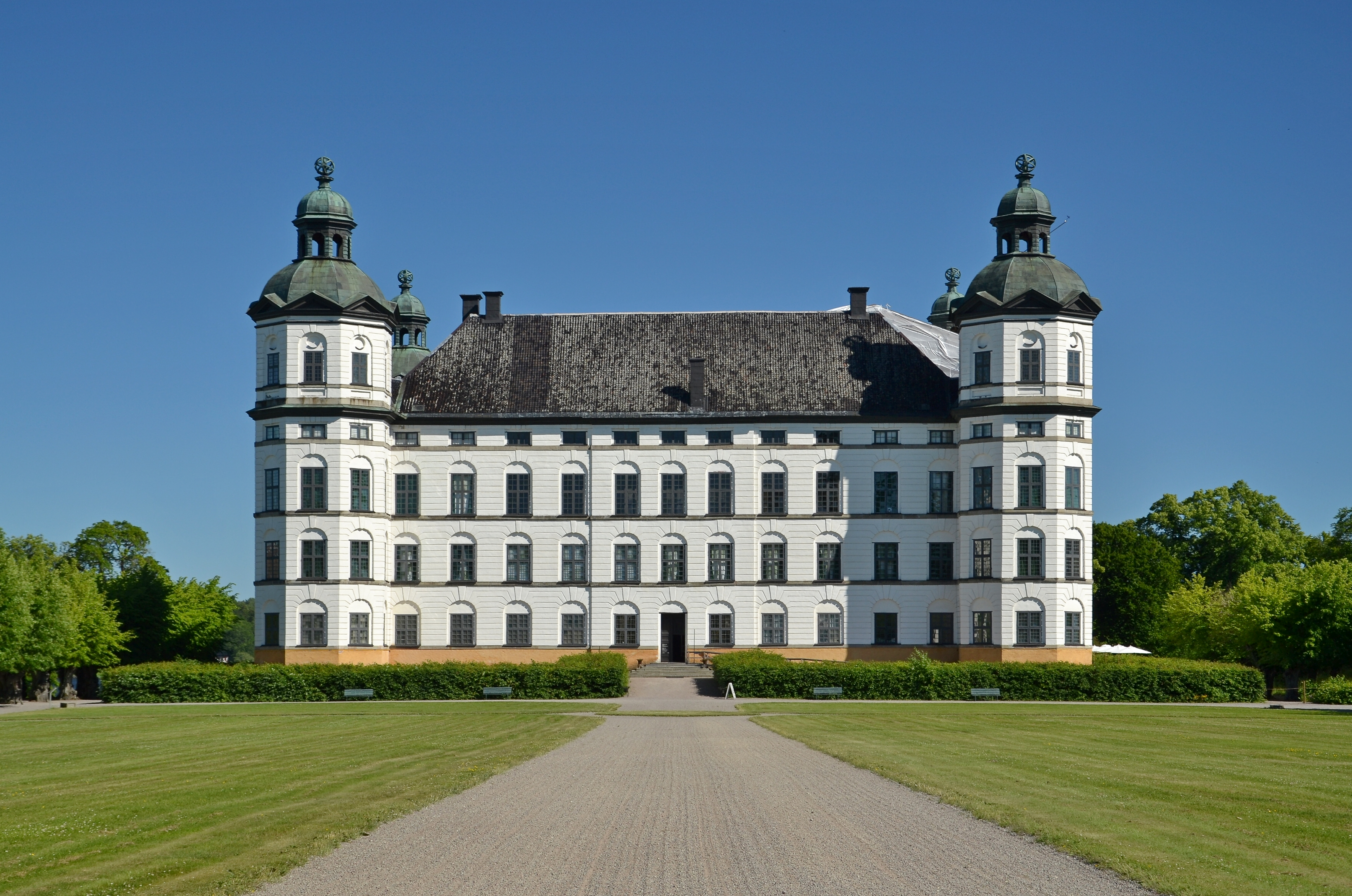
Vista del castillo en 2015

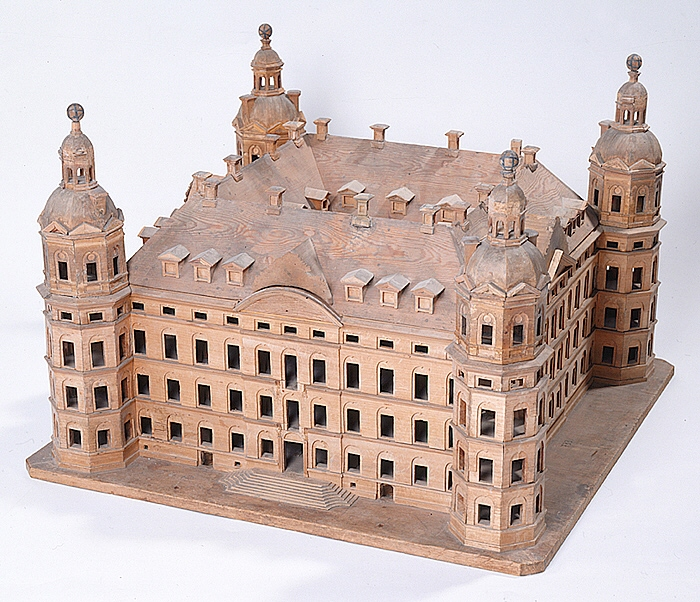
Maqueta del castillo de 1657

El Palacio de Skokloster (en sueco, Skoklosters slott) es un palacio barroco, actualmente un museo estatal, ubicado en la península de Sko en el lago Mälaren, en Håbo, Suecia.
Construido sobre terrenos originalmente pertenecientes a un convento de la Orden cisterciense desde el siglo XIII, las obras del complejo actual y su jardín comenzaron en 1654, aunque el fallecimiento de su dueño, Carl Gustaf Wrangel, en 1676, dejó sin terminar varios edificios. El arquitecto principal fue Caspar Vogel, quien fue ayudado por Jean de la Vallée y, más tarde, por Nicodemus Tessin el Viejo, este último conocido por su diseño del palacio real de Drottningholm.
Destacan su biblioteca y su colección de armas. Entre las obras de arte del museo, se encuentra el óleo Retrato de Rodolfo II en traje de Vertumno, de Arcimboldo.

Retrato de Rodolfo II en traje de Vertumno (c. 1590) de Arcimboldo